# Maswadia
Maswadia fou un estat tributari protegit de l'Índia central, un thakurat garantit feudatari de Dhar, format per una thikana amb només un poble, amb uns ingressos de 3.500 rúpies. La dinastia regnant era rajput rathor del clan Fatehsinghot. El sobirà portava el títol de thakur. Es va fundar el 1774 i el primer thikanedar fou el thakur Sawai Singh al que va succeir Bhuvan Singh, esmentat el 1819. Els darrers thakurs foren Girwar Singh, que va morir l'any 1922, i el seu fill i successor Devi Singh.